# Триклади
Трикладите (Tricladida) са разред животни от клас Ресничести червеи (Turbellaria).
Таксонът е описан за пръв път от Арнолд Ланг през 1884 година.

## Семейства
Подразред Maricola
- Надсемейство Cercyroidea
  - Centrovarioplanidae
  - Cercyridae
  - Meixnerididae
- Надсемейство Bdellouroidea
  - Uteriporidae
  - Bdellouridae
- Надсемейство Procerodoidea
  - Procerodidae

Подразред Cavernicola
- Dimarcusidae

Подразред Continenticola
- Надсемейство Planarioidea
  - Planariidae
  - Dendrocoelidae
  - Kenkiidae
- Надсемейство Geoplanoidea
  - Dugesiidae
  - Geoplanidae